# La notte mi vuole bene
La notte mi vuole bene è un album del cantautore italiano Franco Simone, pubblicato dall'etichetta discografica Ri-Fi nel 1974.
I brani sono interamente composti dall'interprete, ad eccezione di Darling Christina, cover in italiano di un brano inciso l'anno prima da Severin Browne che ne era autore completo.
L'uscita del disco viene preceduta da quella del singolo Fiume grande/La bella spettinata, il cui brano principale partecipa al Festival di Sanremo nella sezione "Aspiranti", senza qualificarsi per la serata finale. In seguito vengono pubblicati Il corvo (Il vulcano e la notte)/Mi darai da bere e La notte mi vuole bene/Darling Christina.

## Tracce

### Lato A
1. Il corvo (Il vulcano e la notte)
2. Mi darai da bere
3. Darling Christina
4. Non ti vendere, Rosa
5. La bella spettinata

### Lato B
1. Fiume grande
2. C'è la notte tra di noi
3. Che cosa vuoi?
4. Un uomo con qualche peccato
5. La notte mi vuole bene